# Portugalscy posłowie do Parlamentu Europejskiego 2014–2019
Portugalscy posłowie VIII kadencji do Parlamentu Europejskiego zostali wybrani w wyborach przeprowadzonych 25 maja 2014.

## Lista posłów
Wybrani z listy Partii Socjalistycznej
- Francisco Assis
- Ana Gomes
- Maria João Rodrigues
- Ricardo Serrão Santos
- Pedro Silva Pereira
- Liliana Rodrigues
- Manuel António dos Santos, poseł do PE od 28 czerwca 2016
- Carlos Zorrinho

Wybrani z koalicyjnej listy wyborczej Aliança Portugal (Partii Socjaldemokratycznej i Centrum Demokratycznego i Społecznego – Partii Ludowej)
- Carlos Coelho
- José Manuel Fernandes
- Nuno Melo
- Cláudia Monteiro de Aguiar
- Paulo Rangel
- Sofia Ribeiro
- Fernando de Carvalho Ruas

Wybrani z listy Unitarnej Koalicji Demokratycznej
- João Manuel Ferreira
- João Pimenta Lopes, poseł do PE od 31 stycznia 2016
- Miguel Viegas

Wybrani z listy Partii Ziemi
- José Inácio Faria
- António Marinho e Pinto

Wybrana z listy Bloku Lewicy
- Marisa Matias

Byli posłowie VIII kadencji do PE
- Inês Zuber (Unitarna Koalicja Demokratyczna), do 30 stycznia 2016
- Elisa Ferreira (Partia Socjalistyczna), do 19 czerwca 2016